# Quintanilla de An
Quintanilla de An es una localidad del municipio de Valderredible (Cantabria, España).  Está localizada a 712 m s. n. m., y dista 4 km de la capital municipal, Polientes. En el año 2024 contaba con una población de 5 habitantes (INE).

## Paisaje y naturaleza
El caserío de Quintanilla de An se sitúa en la margen derecha del Ebro, a la falda de un leve otero que protege al pueblo por el oeste. Destacan las formaciones vegetales de las riberas del Ebro, con buenos chopos, álamos, sauces y fresnos, que contrastan con la cobertura de roble bajo de los montes que se extienden por el frente noroeste.

## Patrimonio histórico – iglesia de San Miguel
Es de gran valor la iglesia de San Miguel, construida en el siglo XVI sobre una anterior de fábrica románica, de la que apenas quedan seis canecillos en el muro sur. Consta de una sola nave y cabecera poligonal que al exterior se apuntalan mediante fuertes contrafuertes escalonados que otorgan cierta esbeltez al volumen del edificio.
Lo más interesante es el interior, en el que destaca el artesonado de tipo mudéjar, decorado con un amplio repertorio de motivos de rosetas, esvásticas y trisqueles que se pintan en los casetones con vivos colores. Este tipo de cubierta, frecuente en el área castellana, es casi único en Cantabria. Fue instalada en 1635, sustituyenda bóvedas apuntadas.